# Порт Мерак
Порт Мерак — морський порт, розташований у районі Пуло Мерак міста Чилегон, Бантен, на північно-західному краю острова Ява, Індонезія. Порт і район названі на честь зеленого павича, який колись мешкав у цьому регіоні, але зараз мешкає лише в сусідньому національному парку Уджунг Кулон. Порт з'єднаний з Джакартою через платну дорогу Джакарта-Мерак, а також з портом Бакаухені, який розташований на південь від Транссуматранського шосе.

## Історія
У 1883 році початкове поселення було повністю знищено серією цунамі, викликаних виверженням вулкана Кракатау в Зондській протоці. Найбільша хвиля в Мераку оцінюється як мінімум у 41 метр висоти. Загинуло близько 2700 людей, серед яких практично всі тодішні жителі міста.

## Особливості
Велика теплова електростанція розташована неподалік від Мерака, де вугільні баржі перевантажують великі обсяги вугілля. Нова пристань зрідженого газу обробляє рідкі гази для розподілу в провінції Бантен, резервуар був побудований в Мерак.
Місто Сілегон знаходиться приблизно за 15-20 кілометрів від порту Мерак. На дорозі від Сілегону до Мерак інтенсивний рух вантажівок, тому дорога часто в поганому стані. У центрі Сілегона є торговий центр Hypermart і кілька халуп. Караоке-бари для моряків знайти не складно.

## Портові операції
Порт є ключовим транспортним сполученням між Явою та Суматрою та є основним постачальником послуг для важких пасажирських і комерційних поромних перевезень від Мерак до Бакаухені через Зондську протоку на південній частині Суматри. Поромні перевезення надаються компанією ASDP Indonesia Ferry.
Останніми роками попит на поромні послуги стрімко зростає. Інфраструктура порту зараз дуже перевантажена. Старіючий поромний флот і погана допоміжна інфраструктура є основними обмеженнями для ефективності порту. Довгі затримки пасажирів, автобусів і вантажівок, які очікують на посадку на пороми, є звичайним явищем, особливо в піковий час року, наприклад у святкові періоди, коли щоденний попит зростає до понад 2000 автомобілів і до 500 автобусів на день. Незвично, коли вантажівки розтягуються на 10 кілометрів або більше від порту на платній дорозі Джакарта-Мерак і затримуються в чергах на два-три дні. Частково через проблеми такого роду розглядається дуже амбітний проєкт мосту через Зондську протоку.
Порт Мерак також надає послуги для найбільшої в Індонезії концентрації нафтохімічних об'єктів, розташованих поблизу уздовж півострова Мерак. Поблизу морського порту працює понад 40 нафтохімічних заводів, порівняно з двома у 1990 році. У 2007 році Shell Oil оголосила про плани розширення порту Мерак шляхом будівництва резервуара для зберігання нафти вартістю 52 мільйони доларів США.